# Hotel Maffija (singel)
Hotel Maffija – singel polskich raperów White'a 2115, Jana-Rapowanie, Janusza Walczuka, Białasa, Bedoesa, Adi Nowaka, Beteo, Maty i Solara z albumu studyjnego Hotel Maffija. Singel został wydany przez wytwórnię SBM Label 1 czerwca 2020 roku. Tekst utworu został napisany przez Sebastiana Czekaja, Jana Stanisława Pasula, Janusza Walczuka, Mateusza Karasia, Borysa Piotra Przybylskiego, Adriana Nowaka, Beteo, Michała Matczaka i Karola Poziemskiego.
Nagranie uzyskało w Polsce certyfikat dwukrotnie platynowej płyty w 2024 roku.
Singel zdobył ponad 30 milionów wyświetleń w serwisie YouTube (2023) oraz ponad 26 milionów odsłuchań w serwisie Spotify (2023).

## Nagrywanie
Utwór został wyprodukowany przez SephGotTheWaves i Junwaa. Za mix/mastering utworu odpowiada DJ Johny. Tekst do utworu został napisany przez Sebastiana Czekaja, Jana Stanisława Pasula, Janusza Walczuka, Mateusza Karasia, Borysa Piotra Przybylskiego, Adriana Nowaka, Beteo, Michała Matczaka i Karola Poziemskiego.

## Twórcy
- White 2115, Jan-Rapowanie, Janusz Walczuk, Białas, Bedoes, Adi Nowak, Bateo, Mata, Solar – słowa[1][2]
- Sebastian Czekaj, Jan Stanisław Pasul, Janusz Walczuk, Mateusz Karaś, Borys Piotr Przybylski, Adrian Nowak, Beteo, Michał Matczak, Karol Poziemski – tekst[1][2]
- SephGotTheWaves, Junwaa – produkcja[1][2]
- DJ Johny – mix/mastering[1]

## Certyfikaty
| Kraj          | Certyfikat         |
| ------------- | ------------------ |
| Polska (ZPAV) | 2x platynowa płyta |